# Radical 11
Le radical 11 (入), signifiant entrer, est un des 214 radicaux chinois répertoriés dans le dictionnaire de Kangxi, et l'un des vingt-trois à n'être constitués que de deux traits.
Dans le dictionnaire de caractères de Kangxi il existe seulement 28 caractères (sur plus de 40 000) sous ce radical.
Son caractère Unicode est 5165.

## Caractères avec le radical 11
| nombre de traits          | caractères |
| ------------------------- | ---------- |
| Sans trait supplémentaire | 入         |
| 1 trait supplémentaire    | 兦         |
| 2 traits supplémentaires  | 內         |
| 3 traits supplémentaires  | 㒰, 㒱     |
| 4 traits supplémentaires  | 㒲, 全     |
| 5 traits supplémentaires  | 㒳, 㒴     |
| 6 traits supplémentaires  | 兩         |
| 7 traits supplémentaires  | 兪         |